# 게리 위크스
게리 위크스(영어: Gary Weeks, 1972년 11월 11일 ~ )는 독일 태생의 미국 배우이다.

## 출연 작품
- 파이브 피트 - 톰 역